# A mekkai nagymecset elfoglalása
A mekkai nagymecset elfoglalását 1979. november 20-án követték el Mekkában az iszlám szélsőséges szárnyához tartozó civil ruhás többnemzetiségű fegyveresek. Vezetőjük, Dzsuhajmán al-Utajbi, a Medinai Iszlám Egyetem volt hallgatója azt hangoztatta, hogy csapatának egyik tagja, Mohammed Abdullah al-Kahtáni maga a visszatért, megtestesült Mahdi, és felszólított minden muszlim hívőt, engedelmeskedjék neki. Az iszlám szent helyének elfoglalásával az úgymond „elvilágiasodott” Szaúdi-ház megdöntését akarták elérni, és általános nyugatellenes, fundamentalista felkelést próbáltak kirobbantani az iszlám világban.
A nagymecsetet a szaúdi különleges erők két héten át tartó ostrommal foglalták vissza, francia GIGN terrorelhárító szolgálat kommandósainak segítségével, súlyos veszteségek árán. Al-Kahtáni, az önjelölt Mahdi életét vesztette, al-Utajbit és 67 túlélő társát elfogták, őket a király rendeletére később nyilvánosan lefejezték.
Az iszlám legszentebb helyének példa nélküli meggyalázása sokkolta a muszlim világot. A szentélyben vér folyt, hívő zarándokokat túszként elhurcoltak és megöltek, az ostrom során több százan vesztették életüket a kormánykatonák, a túszok és a terroristák közül. Szaúd-Arábiában politikai válság alakult ki,  terroristákkal rokonszenvező helyi felkelések törtek ki. Irán síita vallási vezetője, Homeini ajatollah a támadással a „nyugatos” szaúdi kormány barátait és üzletfeleit, az Egyesült Államokat és Izraelt vádolta. Fanatizált tömegek több muszlim országban megtámadták ezek külképviseleteit.
A mecset visszaszerzése után Khalid király, konzervatív iszlámjogi tanácsadóira hallgatva a támadást „Isten büntetésének” tekintette. Országában megtiltotta a nyugatias öltözködést és életvitelt, a nőket eltiltotta az autóvezetéstől, és szabad utat adott a saría (iszlám jogrend) alkalmazásának. Az uléma és a konzervatív vallási vezetők nagyobb hatalmat kaptak, a vallási rendőrség hatáskörét kibővítették, hogy agresszívebben hatolhasson be állampolgárok magánéletébe. Dzsuhajmán al-Utajbi fundamentalista felkelését leverték ugyan, de követeléseinek nagy része mégis megvalósult. A mekkai támadással kapcsolatos híradásokat szigorúan cenzúrázzák napjainkban is.

## Előzmények
1979. február 11-én az iráni forradalom megbuktatta Reza Pahlavi sah rendszerét és Amerika-ellenes síita iszlám államvezetés jött létre. Az iráni amerikai olajkutak nagy részét bezárták, a nemzetközi olajárakat – Washington kérésére – Szaúd-Arábia termelésének növelésével sikerült stabilizálni. 1979. április 4-én Pakisztánban az USA által támogatott Ziaul Hakk tábornok-elnök támogatásával kivégezték Ali Bhuttót, az ország korábbi, demokratikusan választott elnökét, miniszterelnökét. 1979. november 4-én Teheránban a vallási vezetők által felheccelt militánsok betörtek az amerikai nagykövetségre és túszul ejtették annak személyzetét. Az amerikai–iráni ellentét kiéleződése kedvező hátteret biztosított az iszlám fundamentalista mozgolódásoknak. Szaúd-Arábiában megrendült a Szaúdi királyi ház konzervatív félfeudális uralma, amelyet a király személyéhez hű beduin személyi testőrség, a konzervatív szunnita vallási vezetők és az amerikai fegyverszállítások biztosítottak.

### A szalafista szervezkedés
A fegyveres csoport vezetője, Dzsuhajmán al-Utajbi Szaúd-Arábia Nedzsd régiójában, Kaszím tartományban, a vahhábizmus fellegvárában született, az előkelő és befolyásos Al-Utajbi (Al-Otajbah) klán sarjaként. Nagyapja Abdul-Aziz Ibn Szaúdnak, Szaúd-Arábia első királyának harcostársa volt a 20. század első évtizedeinek harcaiban. Más felmenői is a nagy hagyományú arab törzsi hadseregnek, az Ikhvánnak tisztjei voltak. Maga Dzsuhajmán altisztként szolgált a szaúd-arábiai hadseregben. (Más forrás szerint az amerikaiak által kiképzett, professzionális Szaúdi Nemzeti Gárdában).
Al-Utajbi követőinek nagy részét a Medinai Iszlám Egyetem teológus hallgatói köréből toborozta. Al-Utajbi és elvbarátai a medinai szalafista kollégiumhoz csatlakoztak, melynek neve Jóra utasító és rosszat tiltó szalafi csoport (Al-Dzsamá asz-Szalafija al-Muhtásziba) volt. Ennek vezetője a hírneves Abd el-Aziz ibn Baaz (vagy bin Baaz) sejk volt, aki ebben az időben az királyi állandó bizottságnak volt az elnöke, amely az uralkodó és a törvényhozás számára hittudományi kutatásokat végzett és a törvényeket (fatvákat) előkészítő tanulmányokat készített (Al-Laddzsna ad-Dájma lil-Buhút al-Ilmíja val-Iftá) Ibn Baaz körének tagjai országszerte számos  mecsetben hirdethették radikális nézeteiket anélkül, hogy letartóztatástól kellett volna tartaniuk. Bin Baaz sejk később Szaúd-Arábia főmuftija lett.
Dzsuhajmán al-Utajbi később szembekerült mesterével, ibn Baaz sejkkel, mert radikális szalafistákhoz csatlakozott, és radikális hitszónokként azt kezdte hirdetni, hogy vissza kell térni az iszlám hagyományos, ősi útjára, meg kell tagadni a nyugatról importált romboló eszméket, be kell tiltani a televíziózást és ki kell űzni az országból a nem-muszlimokat. Dzsuhajmán azt hirdette, hogy az uralkodó Szaúdi-ház – „az iszlám Szent helyeinek őrizője” – elveszítette legitimitását, mert behódolt a korrupt Nyugatnak, agresszíven terjeszti a nyugatosodás romlott civilizációját, bűnösen szerzett gazdagságával hivalkodik, beszennyezve az iszlám tiszta eszményeit és megrontva Szaúd-Arábia arab-muszlim kultúráját. Dzsuhajmán és követői a rádiózást, televíziót és a nők munkába állítását a gonosz megnyilvánulásának tekintették.
Al-Utajbi azt hirdette, hogy látomásában Isten küldötte szólt hozzá, kinyilatkoztatván, hogy sógora, Mohammed Abdullah al-Kahtáni nem más, mint maga a megtestesült Mahdi, a Megváltó, aki a világvége előhírnökeként jelent meg a Földön. Magyarázatként a hívek elfogadták és vallották, hogy al-Kahtáni személyneve és apjának személyneve azonos volt Mohamed prófétának és az ő apjának személynevével, és hogy al-Kahtáni is – akárcsak a Próféta – északról érkezett Mekkába, az igaz hit melletti tanúságtételre. A radikális csoport azt hirdette, hogy a küszöbön álló apokalipszisra készülve Isten államát kell megteremteni a Földön.
Későbbi elemzők ugyanakkor kimutatják, hogy al-Utajbi csoportja és az 1979-es lázadások résztvevői nem tekinthetők egyszerűen a hagyományos arab törzsszövetségi hadsereg, az Ikhván újjászületésének. Nézeteik több szempontból is különböztek attól: millénium-hívők voltak (az ezredéves eljövetelt vallották), elutasították a Szaúdi-monarchiát, és elítélték a királyi családdal együttműködő vahhábi ulémát (az iszlám teológiai és jogi tanácsot).

### Az uléma viszonya a radikálisokhoz
A királyi család legitimitása ellen prédikáló al-Utajbi csoportjára a rendőrség is felfigyelt. 1979 elején al-Utajbit, al-Qahtánit és az önjelölt „Ikhván-tagokat” a szaúdi Belügyminisztérium titkosrendőrsége (al-Mabáhit) letartóztatta, rendzavarás és lázadás szításának vádjával.
A szaúdi államvezetés – amelynek legitimitását a „szent helyek őrzője” státus jelentette – azonban vonakodott attól, hogy a vallási szélsőségesekkel konfrontálódjék. A kihallgatásokba bevonták az uléma iszlámjogi tanács tagjait, köztük ibn Baazt is, hogy megvizsgálják, a letartóztatottak eretneknek tekinthetők-e? A vizsgálat azzal zárult, hogy valamennyiüket szabadlábra helyezték, mert az uléma úgy foglalt állást, hogy ezek a fiatalok az Ikhván azon ősi hagyományaihoz akarnak visszatérni, amelyeket al-Utajbi harcos nagyapja is képviselt, ennélfogva nem jelentenek állambiztonsági kockázatot.
Az uléma tagjai még a nagymecset elleni fegyveres támadás bekövetkezésekor is bizonyos fokú rokonszenvvel és elnézéssel tekintettek a „hagyományőrző” lázadókra, akiknek soraiban korábbi tanítványaikat látták.

### A támadás előkészítése
Dzsuhajmán al-Utajbi az akció napjaként 1979. november 20-át határozta meg, ez a muszlim naptár szerint egy új évszázad kezdete, az 1400-as év első napja volt. A dátumválasztás szorosan kötődött a következő mudzsadid eljöveteléhez. Az iszlám hívők számára ez az Istentől kiválasztott személy minden évszázad végén megérkezik a hívők közé, hogy a újjáélessze a muszlim hitet, megtisztítva a rárakódott tévedésektől, helyreállítva annak ősi tisztaságát.
Al-Utajbi követői között sokan igen gazdag családok fiai voltak. Ezek bőkezű támogatásával a csoport modern fegyvereket szerzett be, a tagok alapos kiképzést kaptak, gyakorlatot szereztek. Sokan közülük, al-Utajbihoz hasonlóan a Szaúdi fegyveres erők egykori tisztjei, altisztjei voltak. A tagok ráadásul nemcsak Szaúd-Arábiából származtak. Jelentős részük a környező közel-keleti országokból csatlakozott a szélsőségesekhez, de igen sokan érkeztek Észak- és Közép-Afrikából is. Sőt utóbb beazonosítottak egy színesbőrű, amerikai muzulmánt is.
A nagymecset elleni támadók leverése után, a nyomozások során kiderült, hogy a lázadóknak még az elitnek tekintett Szaúdi Nemzeti Gárdán belül is akadtak segítői. A lázadók automata fegyverei a Nemzeti Gárda fegyverraktáraiból származtak. Szimpatizáns katonák már hetekkel a terrortámadás kijelölt időpontja előtt fegyvereket, lőszert, gázálarcokat, katonai felszereléseket és élelmiszer-ellátmányt csempésztek a nagymecset területére, amelyet a szerteágazó föld alatti pincerendszer helyiségeiben rejtettek el, melyek eredetileg remetecellaként szolgáltak az elvonultan imádkozni kívánó hívek számára.
A támadás idején a nagymecsetben a Bin Láden építővállalat (Saudi Binladin Group) éppen renoválási munkákat folytatott. A cég egyik helyszíni dolgozója még értesíteni tudta a külvilágot a mecsetben elkezdődött foglalási akcióról, még mielőtt a fegyveresek elvágták volna a telefonvonalakat. A királyi családdal jó kapcsolatokat ápoló, befolyásos Bin Láden család tagja volt a később hírhedt terroristává fejlődő Oszáma bin Láden is. A támadást követően a szaúdi hatóságok vizsgálták, hogy a Bin Láden család támogatta-e a lázadókat, de ennek eredményéről nem jelent meg semmilyen hivatalos információ.

## A mecsetfoglalás

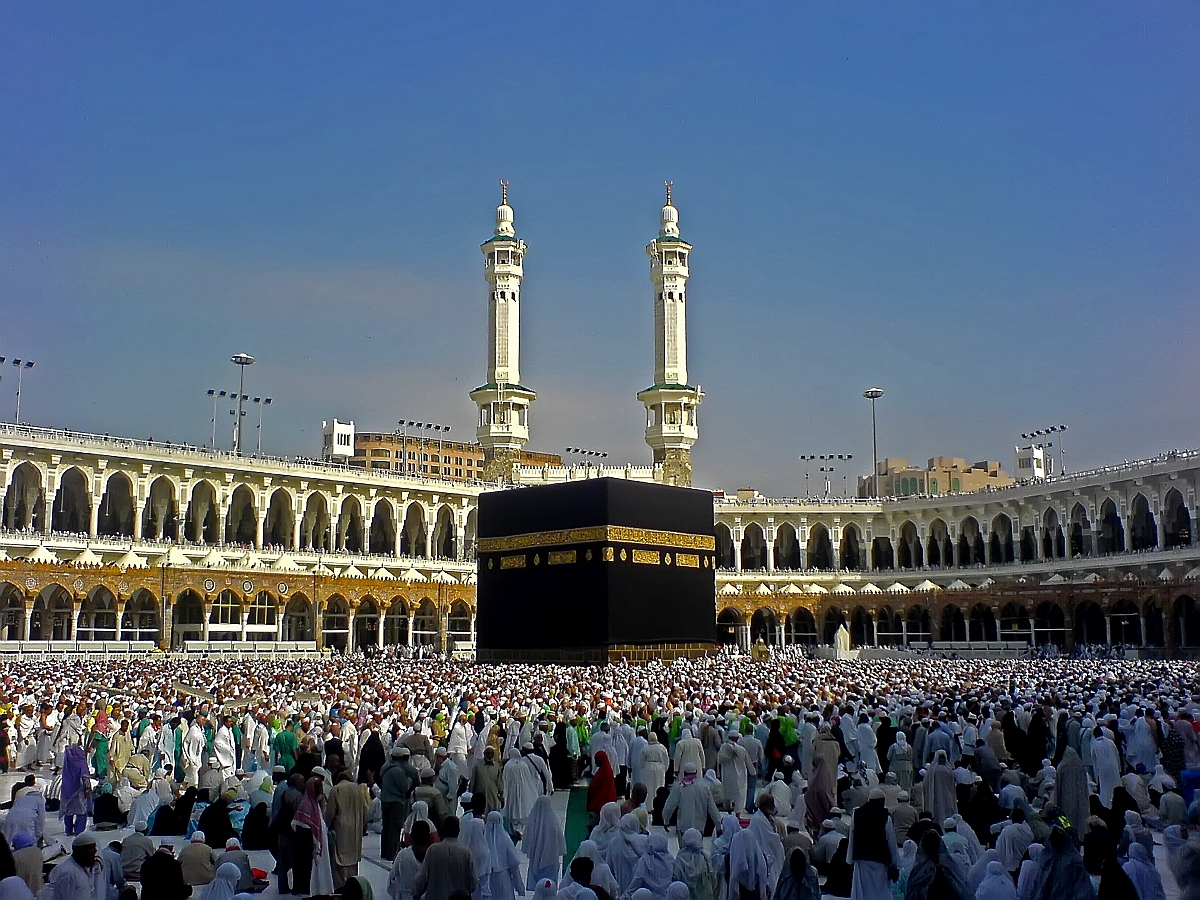
A mekkai nagymecset és a Kába-szentély

1979. november 20-án kora hajnalban, az új évszázad első napján, hatalmas tömeg gyűlt össze a mekkai nagymecsetben. Mohammad asz-Szubájil sejk  a hajnali ima elmondására készült, a mintegy 50 000 hívő előtt, akik a muszlim világ számos országából érkeztek a különleges alkalomra. Ősi szokás szerint sokan koporsókban elhozták elhunytaikat is, akikre áldást lehetett kérni. A dzsihádista csoport tagjai a hívők közé vegyülve szivárogtak be a nagymecsetbe, fegyvereiket ruhájuk alá vagy a koporsókba rejtve.
Hajnali 5 óra körül a terroristák elővették fegyvereiket és akcióba lendültek. Al-Utajbi a szószékre ment, magához ragadta a mikrofont, és szózatot intézett a hívekhez. Bemutatta al-Kahtánit, a megtestesült Mahdit és mindenkit felszólított, csatlakozzon az iszlám megtisztításáért indított szent háborúhoz. Emberei láncokkal lezárták a mecset kapuit, behatolás vagy menekülés lehetetlen volt. Az arab nyelvű felszólítást sok külföldi (afrikai, pakisztáni) muszlim hívő nem értette. Egyes visszaemlékezések szerint a csoport külföldi tagjai több nyelven tolmácsolták a szöveg értelmét. A szent mecset területén mindenkinek szigorúan tilos volt fegyvert viselni vagy erőszakoskodni. A mecset belső rendjére felügyelő rendőrök csak fapálcával voltak felszerelve, engedetlen hívők noszogatására. Két rendőr megpróbált beavatkozni, de lelőtték őket. A szent helyet vér szennyezte be. Zavar és pánik keletkezett.
A fegyveresek ezután elengedték a csapdába esett hívők egy részét. Ennek motivációját csak találgatják, al-Utajbi feltehetően ostromra készült, és készleteit elégtelennek ítélte nagyobb tömeg ellátására. Fegyveresei védelmi állásokat foglaltak el a nagymecset felső szintjein. A minaretekbe mesterlövészek fészkelték be magukat, innen uralva az épület környezetét. A nagymecset területén kívül senki sem tudta pontosan, mekkora a támadók fegyveres ereje, mekkora terület áll ellenőrzésük alatt, milyen védelmi intézkedéseket tettek, se azt, hogy hány túszt tartanak továbbra is a kezükben. (A legmagasabb becslés 6000 túszról szól.) A minaretek hangszóróiból folyamatosan ment al-Utajbi szózata, amely a mahdi követésére és az iszlámot megtisztító harcra szólított fel.
A támadók létszámát csak becsülni lehetett. Volt, aki „legalább 500”-at mondott, volt, aki „400-500 közötti” számot. A pontos becslést nehezítette az al-Utajbi mozgalmához csatlakozott, velük együtt érkezett nagyszámú asszony és gyermek. A terroristák túszaikat a szentély épületének belsejébe és annak kiterjedt, mintegy 75 000 m2 alapterületű föld alatti alagútrendszerébe terelték. A bejárati kapukat elreteszelték.
A támadás időpontjában Fahd trónörökös herceg, miniszterelnök-helyettes (Khalid király öccse, későbbi király) éppen Tunéziában tartózkodott, az arab csúcsértekezleten. Másik öccse, Abdullah herceg, a szaúdi Nemzeti Gárda parancsnoka szintén külföldön járt, marokkói hivatalos látogatáson. Khalid király ezért két másik öccsét, Szultán herceget, védelmi minisztert és Najef herceget, belügyminisztert utasította, hogy „kezeljék az incidenst”. (Fahd, Szultán és Najef hercegek valamennyien Abdul-Aziz ibn Szaúd király és Hassza al-Szudajri királyné fiai voltak. A hét összetartó édestestvér szövetsége, az ún. „Szudajri-fészakalj” vagy „Szudajri-klán” a szaúdi királyság erős hatalmi csoportját képezte, a hétből kettőből lett később király.)

## Visszafoglalás

### Az első kísérletek

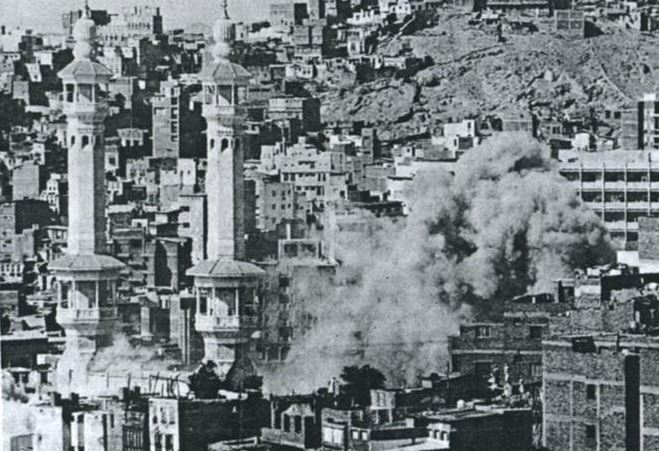
Robbanások füstje a nagymecset fölött, Marva és Szafa közötti folyosóért vívott harcban

A szaúdi kormány teljes hírzárlatot rendelt el. Hivatalosan azt hirdette, nem alkalmaz erőszakot a nagymecset visszaszerzésére, ehelyett a lázadók kiéheztetésére törekszik. Kisebb katonai egységek azonban már november 20-án megkísérelték a mecset bejáratainak visszafoglalását, de az elsáncolt lázadók halomra lőtték őket.
A nagymecset elfoglalása utáni napon, november 21-én a szaúdi hadsereg, a belbiztonsági erők és a rendőrség egyeztetett terve alapján, mintegy 100 kormánykatona újból megkísérelte gyors rohammal visszavenni a mecsetet, de a védők ismét visszaverték őket, súlyos veszteségeket okozva nekik. Nem sikerült behatolniuk a mecset épületébe, se az alatta és körülötte fekvő alagútrendszerbe sem. A mecset udvarát beborították az elesettek tetemei. A megtizedelt, visszavont biztonsági egységek rövidesen erősítést kaptak a szaúdi hadseregtől és az – amerikaiak által kiképzett, korszerű fegyverekkel ellátott – Nemzeti Gárda nagyobb létszámú egységeitől.
Estére a hatóságok egész Mekkát kiürítették. Szultán herceg a nagybátyját, Turki al-Fejszál herceget, az elhunyt Fejszál király fiát, a szaúdi titkosszolgálat (Al Mukhabaraat al-Aammah) vezetőjét bízta meg ostromzár kiépítésével több száz méteres körben a mecset körül, és ráruházta az itt állomásozó egységek parancsnokságát. Turki al-Fejszál herceg egészen az ostrom befejezésééig megtartotta ezt a pozícióját.
A királlyal való megbeszélés után, november 22-én újabb támadást rendeltek el. Az ellencsapás tervezésekor mérlegelték a nagymecset alatti pincerendszer vízzel való elárasztásának lehetőségét is, de ezt elvetették. A gyalogságot M113-as lövészpáncélosok és harci helikopterek támogatták. A koordinációt nehezítette, hogy a belbiztonsági szolgálat és a hadsereg rádiói nem voltak összehangolva. Sok katona esett el baráti tűztől. A lázadók több lövészpáncélost gránátvetővel kilőttek, és lelőttek egy helikoptert is. A harmadik támadás is kudarcba fulladt, a hadvezetés számára nyilvánvalóvá vált, hogy a jól felkészült és katonailag kiképzett védők jó eséllyel igen hosszú időn át kitarthatnak.

### Az uléma állásfoglalása
A kormány egyik legsürgősebb feladata volt a hittudósok tanácsának, az ulémának állásfoglalását kérni kialakult helyzetről. Az iszlám a legszigorúbban tiltja bármilyen erőszak alkalmazását a mekkai nagymecset megszentelt területén. Ez a tilalom olyan szigorú, hogy még gyomnövények kitépését is csak megszabott rítus elvégzése után engedélyezi. A szaúdi kormány felkérte az ulémát, adjon ki fatvát (iszlám hittudósi véleményt), amely megengedi, hogy az állam fegyveres erői belépjenek a nagymecset területére, a lázadók leküzdése céljából.
Az uléma vezetője, Abdel Aziz bin Baaz sejk, a Medinai Iszlám Egyetem tanára igen kényes helyzetbe került, mivel al-Utajbi korábban az ő egyetemi tanítványa volt, és korábbi letartóztatása alkalmával az uléma kedvező véleménye alapján helyezték szabadlábra. Most azonban az uléma, tekintettel a súlyos helyzetre, hivatalos állásfoglalást (fatvát) bocsátott ki, amelyben engedélyezte a nagymecset visszavétele érdekében elkerülhetetlen fegyverhasználatot.
Az ibn Baaz sejk és az uléma rangidős tagjai által vonakodva kiadott állásfoglalás nyelvezete meglepően visszafogott volt. Habár al-Utajbi és követői véres erőszakot alkalmaztak a legszentebb nagymecsetben, a hittudósok tanácsa mégsem minősítette őket sem az iszlám ellenségének, sem pedig  eretneknek („nem-muszlimnak”). Más esetekben az ellenszegülőket a szitkok gazdag választékával illették, a „hitetlentől” (kafir) az „erkölcs ellenségéig” (al-faszekún), most azonban mindvégig elnézően csak „fegyveres csoportként” (al-dzsamáh al-muszalláháh) hivatkoztak rájuk. A hittudósok tanácsa ahhoz is ragaszkodott, hogy az állami biztonsági erők, mielőtt támadást intéznének a „fiatalok csoportja” ellen, adják meg nekik azt a lehetőséget, hogy megbánást tanúsíthassanak, és fegyverüket letéve megadhassák magukat. Mire ezt a fatvát kiadták, már zajlottak a kormányerők első rohamai.

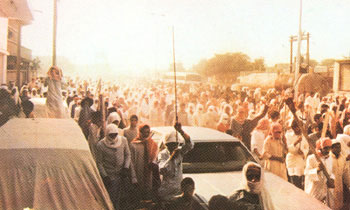
Felkelés Szaúd-Arábia keleti tartományában

### A „francia kapcsolat”
A katonai helyzetet felmérve Khalid király fivérei külföldi biztonsági specialisták bevonását javasolták. A helyzetet gyorsan meg kellett oldani, mert vidéken lázadások kezdődtek és államcsínytől lehetett tartani. Mekka közelében, Taif-ban is mecsetfoglalásra került sor, az északi Tabúkban a hadsereget kellett a lázongó tömeg ellen kivezényelni. Rijádban a királyi palota bejáratára robogó autóból bombát dobtak, két őrkatonát megölve.
A kényes politikai helyzetben az amerikai közreműködést kizárták. A király engedélyével a választás a franciákra esett. Najef herceg belügyminiszter, és Turki al-Fejszál herceg, az Al-Mukhabaraat titkosszolgálat igazgatója még november 22-én jóbarátjukhoz, Alexandre de Marenches ezredeshez, a francia hírszerző és kémelhárító szolgálat, a SDECE igazgatójához fordultak, aki a kérést Valéry Giscard d’Estaing köztársasági elnökhöz továbbította.
Giscard elnök Hervé Navereau tábornokot, a szaúd-arábiai francia katonai „misszió” vezetőjét bízta meg az akció megszervezésével. Christian Prouteau, a francia csendőrség 1974-ben alakított különleges operatív csoportjának, a GIGN-nek parancsnoka, háromfős különítményt jelölt ki, Paul Barril százados parancsnokot, Christian Lambert és Ignace Wodecki robbanóanyag-szakértőket. Velük tartott a SDECE szakértői csoportja, Genest Gillier ezredes parancsnoksága alatt.
November 23-án felszállt a francia légierő különgépe, fedélzetén a GIGN-csoporttal. Másnap, 24-én érkeztek Szaúd-Arábiába. Mekka mellett, egy katonai repülőtéren szálltak le. Ténykedésük részletei körül igen sok a bizonytalanság. A „nyugati” közreműködést minden érdekelt fél teljes titokban tartotta, mert a „hitetlenek” jelenléte a szaúdi lakosság újabb lázongását idézhette volna elő. A szaúdi belbiztonsági szolgálat már tudta, hogy a lázadó csoportnak szimpatizánsai vannak a lakosság, sőt a katonák körében is. Tartani lehetett a katonai repülőtér elleni támadástól. Ezért a GIGN egység műveleti központját egy sivatagi katonai támaszponton, a várostól távol rendezték be.
Az akcióról tudó bennfentesek még évekkel az akció után is igyekeztek minél többet elhallgatni és letagadni. Prouteau, a GIGN alapító parancsnoka csak visszavonulása után, 2015-ben adott interjút. A GIGN szakértői főleg abban segítették a szaúdiakat, hogy irányított robbantásokkal és könnygáz (vagy harcigázok) alkalmazásával leküzdhessék a föld alatti labirintusban elsáncolt fegyvereseket.
Az iszlám törvény szigorúan tiltja, hogy nem-muszlim személyek léphessenek a szent városba, még kevésbé a nagymecset és a Kába-szentély körüli megszentelt területekre. A szaúdi vezetés, a szent helyek őrzője számára életfontosságú volt, hogy „hitetlenek” közreműködése ne kerülhessen nyilvánosságra. Paul Barril parancsnok későbbi visszaemlékezése szerint ezt úgy kerülték meg, hogy belépés előtt mindhárom francia tiszt rövid ceremónia keretében áttért az iszlám vallásra. Christian Lambert tiszthelyettes viszont tagadta Barril beszámolóját, szerinte volt parancsnoka csak saját személyét akarta reflektorfénybe tolni. Christian Prouteau, a GIGN vezetője szerint sem volt szükség áttérésre, kompromisszum született: Barrill parancsnokot álruhában, erős katonai kísérettel bevitték Mekka városába, de a mecsetet csak kívülről, több irányból, távcsővel szemlélhette meg. A többi francia tiszt sem lépett be még a szent városba sem, nem vettek részt harci tevékenységben. A szaúdi szakaszparancsnokokat a repülőtéri bázison képezték ki a gázharc eszközeinek használatára. Prouteau emlékiratai szerint  a folyékony klórbenzilidénmalonitril (CS) harcigázt palackokba töltötték, távirányítású robbanószerkezetet szereltek rájuk, ezeket a födémbe és az ajtókba robbantott nyílásokon keresztül dobták (vagy lőtték) be a pincerendszerbe a gázálarcot viselő szaúdi katonák. A helyszínen ténykedő Barill százados leírása szerint a gázpalackokra porlasztó-szórófejeket szereltek, a katonák ezeket magukkal vitték, és a kirobbantott nyílásokon keresztül aeroszol-sugarat fújtak az előttük megnyíló belső terekbe. Ezt a változatot igazolja Trofimov történész kutató is.

### A hadművelet előkészítése
November 25-én a támaszponton összeült a válságstáb, a szaúdi parancsnokok és a GIGN-tisztek. A nagymecset védői rendszeresen tűz alá vették az ostromzárat biztosító katonai egységeket, a lövöldözés állandósult. A nagymecsetben és a minaretekben több, mint harminc mesterlövészt azonosítottak, akik mindenkire rálőttek, aki nyíltan mutatkozott. A mecset hangszórói továbbra is a lázadók szózatait zengték. Al-Utaybi követelte az Egyesült Államokba irányuló olajszállítások azonnali leállítását, valamint a Szaúd-Arábiában dolgozó összes civil és katonai tanácsadó azonnali kiutasítását az országból. A politikai helyzet is súlyosbodott. A szaúdi rendszer ellenségei szerte az országban nagygyűléseket hívtak össze, felkelésre készültek. Ellenőrizhetetlen pletykák keringtek fellázadt, és a főváros felé tartó katonai egységekről. A mekkai kormányerők parancsnokai tisztázták az ostromra rendelkezésre álló létszámot: a nemzeti gárda 600 elit katonája, a hadsereg 2500 katonája és 125 ejtőernyős. Az egységek közötti rossz kommunikáció javítására a hadsereg más egységeitől rádió-adóvevő készülékeket kellett beszerezni. A Barril százados által javasolt haditerv az volt, hogy a terroristákat erős tűzzel arra kell kényszeríteni, hogy feladják a nagymecset föld feletti szintjeit és teljesen visszavonuljanak a pincerendszerbe, ahol a harcigázt hatékonyabban lehet ellenük bevetni.
November 26-án Barril százados jelentést tett a SDECE igazgatójának, és további anyagokat (plasztik robbanóanyagot, több tonna harcigázt, tartályokat, porlasztókat, különleges gázálarcokat) rendelt a párizsi központtól. November 28-án megkapta a választ, hogy a szállítmány november 30-án reggel indul Mekkába. A terv szerint egyszer leszáll tankolni Athénban vagy Cipruson, de ezt biztonsági okból csak az utolsó pillanatban döntik majd el. Az anyagok beszerzése azonban nehézségekbe ütközött, a Caravelle repülőgép csak december 1-jén szállt fel. Aznap késő este, több óra késéssel érkezett Mekkába, mert a francia titkosszolgálat figyelmeztetést kapott, hogy a szovjetbarát szír kormány megneszelt valamit és a gép elfogását tervezi, emiatt a gépet hosszabb, kerülő útvonalra kellett irányítani.
A következő napok a különleges gázharci felszerelések összeszerelésével, a gáztartályok betöltésével, és a szaúdi katonák gondos kiképzésével telt. A szaúdi és francia parancsnokok megtervezték az ütközetet. Meghatározták a támadási irányokat, aprólékosan kijelölték minden alegység helyét és feladatát. Minden alegység saját rádió-adóvevőt kapott, a parancsnokságon pontos lista készült a rajparancsnokok nevével és a rádiós kódokkal. A támadás időpontját december 4-én délelőttre tűzték ki. December 3-án minden rohamegység elfoglalta a helyét, és Barril százados (különleges engedéllyel) még egyszer bemehetett Mekkába, utolsó helyszíni ellenőrzésre. Barril százados (kódnevén d’Artagnan) jelentést küldött Párizsba: „Minden készen áll. Ha nem történik államcsíny, megcsináljuk.”

### Az ostrom

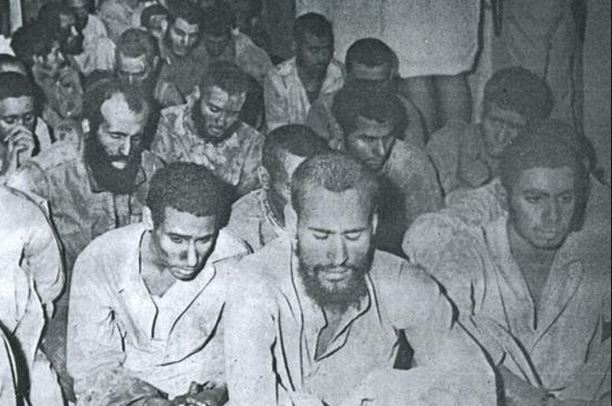
Fogságba esett lázadók

December 4-én délelőtt 10 órakor a nagymecsetet körülzárva tartó szaúdi katonák három irányból frontális támadást intéztek a mecset három kijelölt kapuja ellen. A mecset ablakait és a minaretek nyílásait folyamatos géppuskatűz alatt tartották. A védők valóban visszavonultak és bezárkóztak a pincerendszerbe. A lezárt bejáratok mögé túszaikat állították, élő pajzsként. A rohamozóknak át kellett jutni az udvaron, amelyet tíz-tizenkét napos, bomló tetemek borítottak. Fél óra múlva az első gázvetős csoport elérte és berobbantotta az egyik kaput. Gázálarcot húztak és harcigázt fecskendeztek az előttük megnyíló sötét térségekbe, ahonnan a felkelők tüzeltek rájuk. A több órán át tartó tartó, ember ember elleni tűzharcban a védők és túszaik, de a katonák is súlyos veszteségeket szenvedtek. A kormánykatonák a pincerendszerben szobára szobára hatoltak előre, a vastag kapukat és közfalakat aknarobbantásokkal törték át. Az elsáncolt felkelőket ideggázok beszórásával gyengítették. A tájékozódást tűz és sűrű füst nehezítette. (A kevés korabeli fényképen látható felszálló fekete füstfelhő feltehetően meggyújtott gumiabroncsokból származott. Egyes jelentések szerint a szaúdi erők az első támadás előtt így akarták „kifüstölni” a védőket, sikertelenül. Más vélemény szerint a autógumit a lázadók gyújtották meg, a támadó katonák akadályozására). Az elöl harcoló egységek gázkészlete gyorsan elfogyott, az udvart biztosító egységek folyamatosan szállították az utánpótlást. Délre már érezhető volt, hogy a védők tűzereje csökken.
A harc délutánra ért véget. Több mint másfél tonna CS harcigázt használtak el. Két héttel a mecsetfoglalás után, december 4-én estére a szaúdi fegyveres erőknek, a francia terrorelhárító szakértők segítségével sikerült visszaszerezniük a nagymecset fölötti ellenőrzést. Egy hivatalos jelentés szerint a küzdelemnek 255 halálos áldozata volt, (117 terrorista, túsz és 127 kormánykatona) és 600-an sebesültek meg. Egy jelentés szerint a katonaság 117 elesettet és 451 fő sebesültet jelentett. Diplomáciai források ezeknél súlyosabb veszteségeket valószínűsítettek. Az akcióról szóló beszámolók – még az résztvevő hivatalos szervek jelentései is – eltérnek egymástól.
A halottak között megtalálták magát a „Mahdit”, Mohammed ibn Abdullah al-Kahtánit is. A harc első napjaiban halt meg. Halálának körülményeiről többféle történet kering. Az egyik szerint saját kézigránátja idő előtt felrobbant. Mások szerint a harcban lelőtték, de mivel a szalafisták hite szerint a „Mahdinak” emberi kéz nem árthat, al-Utajbi eltitkolta társai elől al-Kahtáni halálát, hogy harci kedvüket fenntartsa.
Az életben maradt lázadókat, köztük a vezért, Dzsuhajmán al-Utajbit is elfogták. Az USA nagykövetségének értesülése szerint a nagymecsetet körülvevő katonai őrizet ellenére a fegyveresek több vezetője kicsúszott az ostromgyűrűből. Ezt alátámasztja, hogy Mekka város több részén utcai harcok robbantak ki. A városban még napokkal később is szórványos lövöldözést lehetett hallani.
A győzelem megmentette Khalid király trónját. A hálás király még aznap este a fővárosban győzelmi és hálaadó ünnepséget rendezett. A Mekka melletti műveleti központban Szaúd-Arábia vezérkari főnöke a három GIGN-tisztet az uralkodó nevében az ejtőernyős fegyvernem érdemrendjével tüntette ki.

## Következmények

### A muszlim világ reakciója
Az iszlám legszentebb helyét a 10. század óta nem érte ilyen támadás. A vallásos zarándokok túszul ejtése, a véres erőszak, a két héten át tartó harcok többszáz halottja és sebesültje megrázta iszlám világot.
A mecsetfoglalás után azonnal kihirdetett hírzárlat miatt egy ideig nem lehetett tudni, kit képviselnek a fegyveresek. Minden politikai erő a vele szemben állókat vádolta. Az USA a nemrégen hatalomra került, radikális és agresszív Amerika-ellenes propagandát folytató iráni forradalmi rendszert vádolta az akcióval. Irán legfőbb vezetője, Homeini ajatollah pedig így nyilatkozott a rádióban: „Minden kétségen felül áll, hogy ez a bűnöző amerikai imperializmus és a nemzetközi cionizmus műve.” Ez a hazug hír vak dühöt váltott ki a muszlim tömegekből. Amerika-ellenes demonstrációk kezdődtek a Fülöp-szigeteken, Törökországban, Bangladesben, Szaúd-Arábia keleti tartományaiban, az Arab Emirátusokban és Pakisztánban is.
A mecsetfoglalás másnapján, november 21-én Iszlámábádban a csőcselék megrohanta és felgyújtotta az USA pakisztáni nagykövetségét, az épület porig égett. Egy héttel később, a líbiai Tripoliban a tomboló tömeg megtámadta és felégette az ottani amerikai nagykövetséget. Később az amerikaiak azt híresztelték, hogy az USA bűnrészességének hamis hírét szovjet ügynökök terjesztették.
November 25-én egy bejrúti ellenzéki szervezet, az Arab Szocialista Akció Pártja állásfoglalást adott ki, követelve, hogy kezdjenek tárgyalásokat a felkelők követeléseiről. A pártot azonnal megvádolták a mecsetfoglalási akcióban való részvétellel, amit hivatalos cáfolat formájában tagadtak.
A nagymecsetért folyó harcok után felröppent a híresztelés, hogy az ostromban pakisztáni csapatok is harcoltak a szaúdi kormányerők oldalán. A találgatás alapja Ziaul Hakk tábornok-elnök kötődése az Egyesült Államokhoz, és szimpátiája a konzervatív Szaúdi-ház iránt. A pakisztáni katonai részvételt minden érdekelt fél következetesen tagadja. Bizonyító erejű anyag nem került elő. Ennek ellenére a híresztelés a mai napig tartja magát. Arif Dzsamál pakisztáni származású amerikai újságíró is kutatta a mecsetfoglalás hátterét és kimutatta, hogy Al-Utajbinak voltak pakisztáni radikálisokkal is kapcsolatai, továbbá a fegyveresek között voltak pakisztániak is, ami esetleg indokolhatta is akár Pakisztán részvételét a mecset visszafoglalásában.

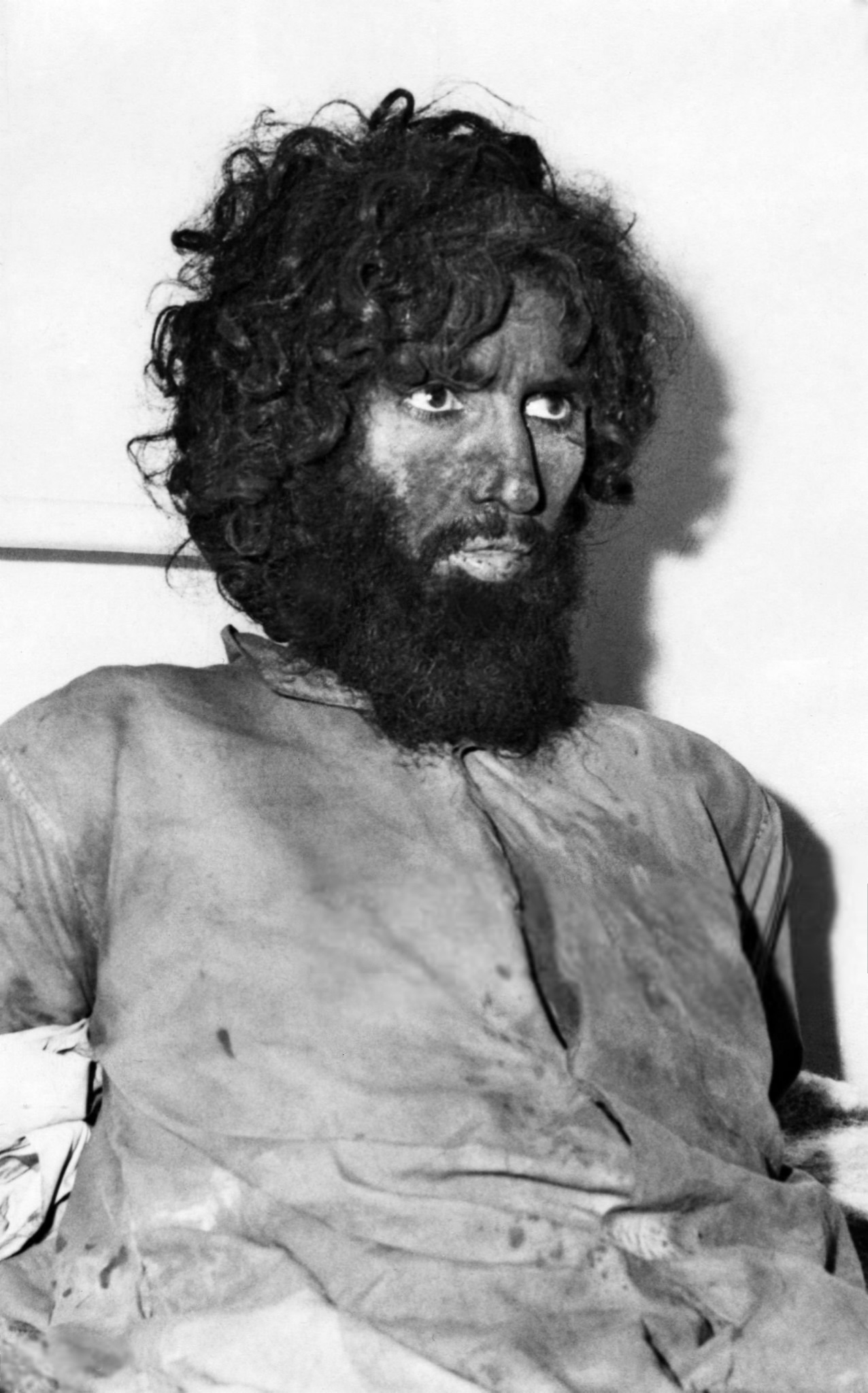
Az elfogott Dzsuhajmán al-Utajbi

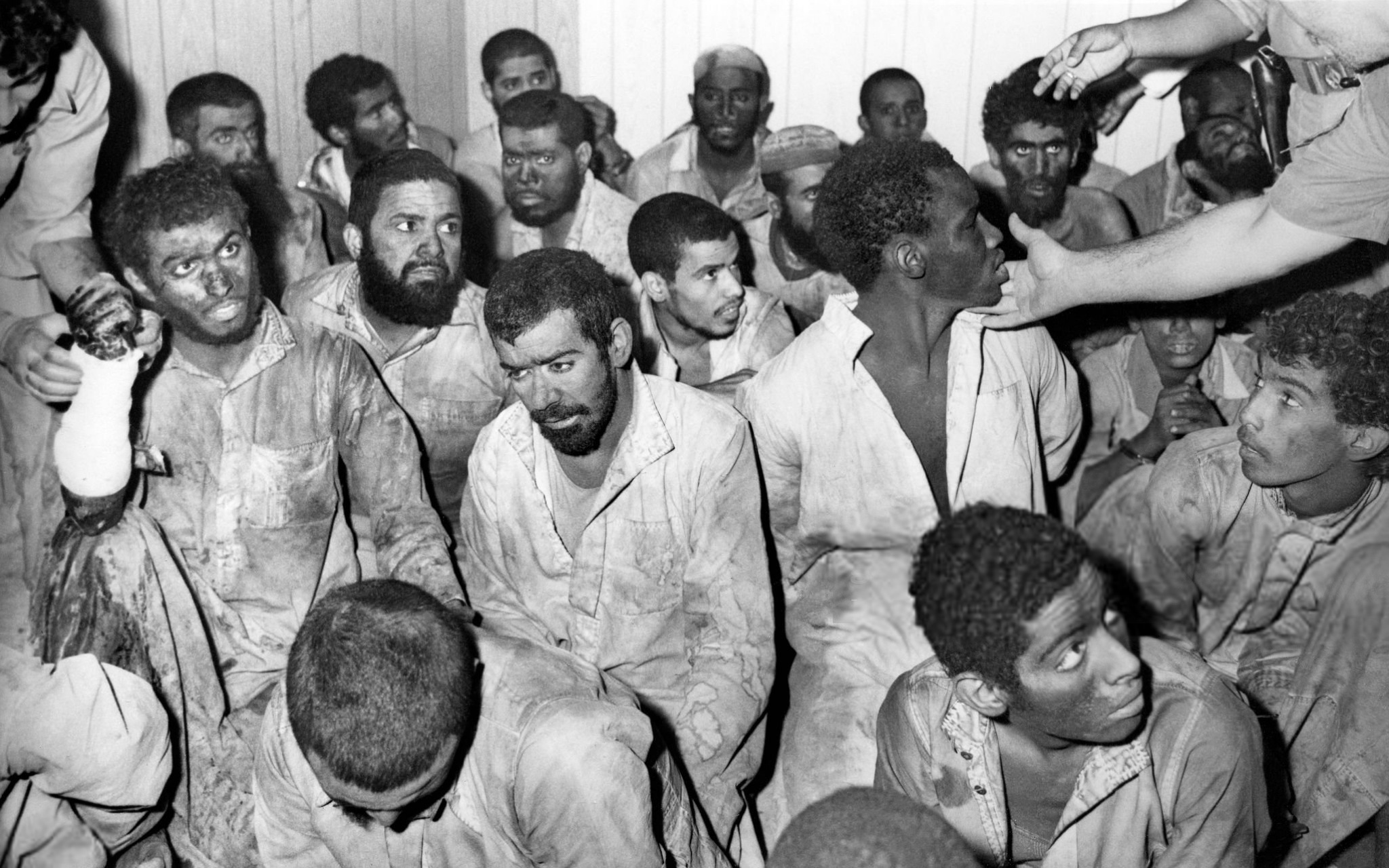
Fogságba esett lázadók

### A tettesek megbüntetése
Al-Kahtáni, a „Mahdi” meghalt a harcban, al-Utajbit és 67 életben maradt követőjét elfogták. Ezúttal nem számíthattak rokonszenvre. A király kívánságára a szaúd-arábiai rangidős hittudósok tanácsa új fatvát bocsátott ki, amely a lázadókat bűnösnek találta hét főbenjáró bűnben:
- a mekkai nagymecset szentségének meggyalázása,
- Moharram megszentelt hónapjának meggyalázása,
- muszlim hittestvérek és más emberek meggyilkolása,
- törvényes hatóságokkal szembeni engedetlenség,
- a nagymecsetben folyó ünnepi imádság megszakítása,
- eltévelyedés a mahdi személyének azonosításában,
- ártatlan személyek kihasználása bűncselekmény megvalósításában.[72][73]

1980. január 9-én Dzsuhajmán al-Utajbit és 62 társát (39 szaúdit, 10 egyiptomit, 6 jemenit, néhány kuvaitit, irakit és szudánit) per és tárgyalás nélkül, Khalid király rendelkezésére nyilvánosan lefejezték nyolc szaúdi város (Buraida, Dammám, Mekka, Medina, Rijád, Abha, Hail és Tabúk) közterein. Sandra Mackey amerikai szakíró szerint „a helyszíneket nagy gondossággal választották ki, nem csupán a legnagyobb közfigyelem felkeltésére, hanem gyaníthatóan azért is, hogy elérjék a további potenciális elégedetlenkedők fészkeit is.” A kivégzéseket a szaúdi állami televízió élőben közvetítette. A következő hónapokban több további elfogott lázadót végeztek ki titokban. Egy afro-amerikai terroristát kiadtak az Egyesült Államoknak.

### Belföldi politikai intézkedések
A szaúdi királyi kormányzatnak sikerült levernie az állam elleni radikális iszlamista felkelést, elnyomnia a keleti tartományokban fellángoló síita lázadást (pl. Qatif városában). A kormány úrrá lett a politikai válságon, Átmenetileg elmúlt az államcsíny veszélye. Az események azonban megmutatták a szaúdi kormányzati rendszer gyengeségét, népszerűtlenségét, a tömegtámogatás teljes hiányát. Khalid király Isten büntetését látta az eseményekben. A lázadókkal rokonszenvező tömegek felháborodását látva a király úgy ítélte, a lázadók követeléseinek egy része jogos, mert országa letért az igaz hit útjáról. A Szaúdi királyi család hatalmának és gazdagságának megőrzése érdekében nem a vallásos fundamentalista mozgalmak végleges letörésére adott utasítást, hanem ehelyett jelentős engedményeket tett a mögöttük álló szellemi háttérnek, és bővítette az iszlám vallási intézmények hatalmát. Az uléma, amely a radikális lázadókat csak vonakodva ítélte el, most nagy erővel befolyásolta a királyt ebben az irányban.
A mecset visszaszerzése és belső lázadások leverése után a király elrendelte, hogy saría (iszlám jogrend) szabályait szigorúbban alkalmazzák, és a vallási rendőrség erősebb eszközöket kapjon a végrehajtás ellenőrzésére. A következő évtizedekben az uléma és a konzervatív vallási erők nagyobb hatalmat kaptak. A király úgy gondolkodott, hogy a vallási radikális felfordulás gyógyszere a vallás erősítése. Az újságoknak megtiltották, hogy nőket ábrázoló képeket közöljenek, a nőket kitiltották a televízió műsoraiból. A mozikat és zeneműboltokat bezárták. Az iskolai alaptantervet átalakították, jelentősen növelték a hittanórák számát és kiszelektálták a „káros” tananyagot, pl. teljesen megszüntették a nem-muszlim történelem oktatását. A nők diszkriminációját kiterjesztették a legszerényebb kávéházakra is. A vallási rendőrség behatolhatott az emberek otthonába, ellenőrizhette viselkedésüket, kapcsolataikat, olvasmányaikat.

### Hosszabb távú hatások
Az amerikai CBS TV „60 Minutes” c. hírműsorában Mohammed bin Szalman, Szalman király fia, 2015 óta Szaúd-Arábia trónörökös hercege 2018-ban elmondta, hogy az 1979-es események, az iráni forradalom és a nagymecset ostroma Szaúd-Arábiát évtizedekre a vallási konzervativizmus irányába tolta.

„1979 előtt teljesen normális életet éltünk, akár a többi Öböl-menti állam. A nők autót vezethettek. Szaúd-Arábiában filmszínházak működtek. Nők dolgoztak mindenfelé. Normális nép voltunk, úgy fejlődtünk, mint a világ bármely más népe, az 1979-es eseményekig.”

– Interjú Szalman herceggel, CBS, 2018. március 19.

Bár az 1979 előtti Szaúd-Arábia valósága távol állt a herceg által festett idealizált képtől, a vallási intézményeknek adott pénz és hatalmi jogosítványok 1979 után jelentősen megugrottak, a társadalomban és törvénykezésben az iszlám felfogás dominánssá vált, a vahhábizmus nemzetközi befolyása megerősödött. A következő évtizedekben Szaúd-Arábia a radikális iszlamizmus egyik szellemi hátországává, a „terror inkubátorává” vált.
A szaúdi belügyminisztérium úgy ítélte, az ostromban a Nemzeti Gárda nem volt elég hatékony, ezért megalakították a Különleges Beavatkozó Egységet.
A francia támogatásért hálás Szaúd-Arábia 1980-ban a korábbiaknál lényegesen nagyobb összegért (hárommilliárd frankért, átszámítva 457 millió Euróért) vásárolt francia katonai felszerelést, 1983-ban pedig („Joséphine” kódnév alatt) 25 milliárd dolláros magánkölcsönt nyújtott az eladósodott Franciaországnak, hogy az könnyebben tárgyalhasson a Nemzetközi Valutaalappal. Sok évvel később a sajtó leleplezte a „kéz kezet mos” manővereket, zavarba hozva mind a francia, mind a szaúdi hatóságokat. A szaúdiak hivatalosan még ekkor sem nyilatkoztak a franciák szerepéről az akcióban.

### Későbbi feldolgozások a médiában
- 2018: Dirk Van Den Berg(wd) német és Pascal Verroust(wd) francia rendezők The Siege of Mecca című dokumentumfilmjükben elemezték az 1979-es eseményeket, korabeli szemtanúk és szakértők jelentéseire támaszkodva.[87]
- 2018-as Szalman herceg-interjú, CBS TV.[82]
- 2017-ben Szaúd-Arábiában bemutatták az „Al-Aszúf” című tévésorozatot, egyfajta szappanoperát, amelynek cselekménye három évtizedet ölel fel. Az 1970-as évek elején kezdődik, az akkori liberálisabb társadalmi közegben. Házasságon kívüli kapcsolatokat, éjszakai mulatókban játszódó jeleneteket is mutatott, erős kulturális korlátokat átlépve. A sorozat második évadának előzetesét 2019-ben mutatták be, ebben az 1979-es év történéseire és a szélsőséges iszlám ideológia hatásaira is utalnak, ami még a mai Szaúd-Arábiában is szigorú cenzúra alá esik.[6]

### Magyar nyelven
- ↑ tldr444:  Plankog (nick): Túszul ejtettek százezer embert, és kihirdették, hogy eljött a végítélet. tldr.444.hu, 2019. november 20. (Hozzáférés: 2020. november 12.) (linkekkel amerikai és arab forrásokra)
- ↑ NTF1:  Krajcsír Lukács: Vég kezdete: Mekka ostroma I. rész. Napi Történelmi Forrás online folyóirat (www.ntf.hu), 2019. november 20. (Hozzáférés: 2020. november 12.)
- ↑ NTF2:  Krajcsír Lukács: Kezdet vége: Mekka ostroma II. rész. Napi Történelmi Forrás online folyóirat (www.ntf.hu), 2019. december 4. (Hozzáférés: 2020. november 12.)

### Angol nyelven
- ↑ Benjamin&Simon:  Daniel Benjamin, Steven Simon. The Age of Sacred Terror: Radical Islam’s War Against America. New York: Random House Trade Paperbacks (2003). ISBN 978-0-812-96984-9
- ↑ BergerJM:  J.M. Berger: The siege at Mecca. A sourcebook for researchers. Intelwire Press, 2006. [2016. július 6-i dátummal az eredetiből archiválva]. (Hozzáférés: 2020. november 10.)
- ↑ ComminsDavid:  David Commins. The Wahhabi Mission and Saudi Arabia. I. B. Tauris (2009). ISBN 978-1-848-85014-9. Hozzáférés ideje: 2020. november 10.
- ↑ CookDavid:  David Cook: Islamic Millenarianism. Bibliography. Science Encyclopedia (science.jrank.org). (Hozzáférés: 2020. november 23.)
- ↑ IrfanHusain 129. o.  Irfan Husain. Fatal Faultlines: Pakistan, Islam and the West. HarperCollins (2012). ISBN 978-9-350-29230-3
- ↑ LaceyRobert:  Robert Lacey. Inside the Kingdom: Kings, Clerics, Modernists, Terrorists, and the Struggle for Saudi Arabia. Penguin Group US (Penguin Books) (2010. március 15.). ISBN 978-0-143-11827-5  Online változat Inside the Kingdom: Kings, Clerics, Modernists, Terrorists, and the Struggle for Saudi Arabia. (Hozzáférés: 2020. november 9.)
- ↑ MackeySandra:  Sandra Mackey. The Saudis: Inside the Desert Kingdom (Updated Edition), (első kiadás 1987), New York: W. W. Norton & Company (Norton Paperback) (2002). ISBN 978-0-393-32417-4
- ↑ MahboobIllahi:  Mahboob Illahi. Doctrine of Terror: Saudi Salafi Religion. Friesen Press (2018). ISBN 978-1-525-52646-6 Online változat: Doctrine of Terror: Saudi Salafi Religion. (Hozzáférés: 2020. november 10.)
- ↑ MillerFlagg:  Flagg Miller. The Audacious Ascetic: What the Bin Laden Tapes Reveal About Al-Qa’ida. Oxford University Press (2015). ISBN 978-0-190-61339-6
- ↑ NasirAlHuzaimi:  Nasir al-Huzaimi.szerk.: David Commins: The Mecca Uprising. An Insider’s Account of Salafism and Insurrection in Saudi Arabia. I. B. Tauris (2020). ISBN 978-0-755-60010-6. Hozzáférés ideje: 2020. november 10.
- ↑ Salamé:  Ghassan Salamé (1987). „Islam and politics in Saudi Arabia”. Arab Studies Quarterly ix (3), 306-326. o, Kiadó: Pluto Journals. ISSN 02713519. (Hozzáférés: 2020. november 10.)
- ↑ TristamPierre:  Pierre Tristam: 1979 Seizure of the Grand Mosque in Mecca. The Attack and the Siege That Inspired Osama bin Laden. Thoughtco.com, 2018. április 15. [2020. november 11-i dátummal az eredetiből archiválva]. (Hozzáférés: 2020. november 12.). 
Korábban mentett, azóta felülírt változata: 1979 Seizure of the Grand Mosque in Mecca. The Attack and the Siege That Inspired Osama bin Laden. middleeast.about.com/ (About.com), 2017. [2017. február 9-i dátummal az eredetiből archiválva].
- ↑ Trofimov:  Yaroslav Trofimov. The Siege of Mecca: The Forgotten Uprising in Islam’s Holiest Shrine and the Birth of al-Qaeda. Doubleday (2007). ISBN 978-0-385-51925-0, és 
Yaroslav Trofimov. Siege of Mecca: The Forgotten Uprising in Islam’s Holiest Shrine. Penguin Books (2008). ISBN 978-0-141-03406-5 és 
The Siege of Mecca. Yaroslav Trofimov (a szerző előadása a könyvéről, videoklip, New York, World Policy Institute. youtube.com, 2018. október 23. (Hozzáférés: 2020. november 11.)
- ↑ WilsonGraham:  Peter W. Wilson, Douglas Graham. Saudi Arabia: The coming storm. M. E. Sharpe (1994). ISBN 978-0-765-63347-7. Hozzáférés ideje: 2020. november 29.
- ↑ WrightRobin:   Sacred Rage: The Wrath of Militant Islam. New York: Touchstone (2001). ISBN 978-0-743-23342-2
- ↑ WrightLawrence:  Lawrence Wright. The Looming Tower: Al Qaeda and the Road to 9/11. New York: Alfred A. Knopf (2006). ISBN 978-0-375-41486-2

### Francia nyelven
- ↑ Collombat:  Benoît Collombat, David Servenay. Au nom de la France (francia nyelven). La Découverte (2014). ISBN 978-2707182432
- ↑ DaLage:  Olivier Da Lage. Géopolitique de l’Arabie Saoudite (francia nyelven). Éditions Complexe, 34. o. (2006). ISBN 978-2-804-80121-2. Hozzáférés ideje: 2020. november 11.
- ↑ MayerJF:  Jean-François Mayer: Arabie saoudite: retour sur l’occupation de la mosquée de La Mecque en 1979 (francia nyelven). terrorisme.net, 2008. február 29. (Hozzáférés: 2020. november 10.)
- ↑ Montagnon:  Pierre Montagnon. Histoire de la gendarmerie (francia nyelven). Pygmalion (2014). ISBN 978-2756414294
- ↑ MontinsRoland:  Roland Môntins, Christoph Ferré. GIGN: 40 ans d’actions extraordinaires (Documents et témoignages), (előszó: Christian Proteau) (francia nyelven), Pygmalion (2013). ISBN 978-2756411460
- ↑ Prouteau:  Christian Prouteau. Mémoires d’État (francia nyelven). Michel Lafon. ISBN 978-2840983606

### Német nyelven
- ↑ Spiegel19791210:  „Die USA nehmen keine 3000 Schahs”. Zwei Wochen brauchten saudiarabische Polizisten und Soldaten, um die Große Moschee von Rebellen freizukämpfen. (német nyelven). Der Spiegel (spiegel.de), 1979. december 10. (Hozzáférés: 2020. november 29.), (PDF-formátumban)
- ↑ Spiegel19810622:  Jean-Claude Bourret: „Eine unmögliche Mission”. Wie ein französisches Sonderkommando die besetzte Moschee in Mekka befreite. (német nyelven). Der Spiegel (spiegel.de), 1981. június 22. (Hozzáférés: 2020. november 29.), (PDF-formátumban)
- ↑ Spiegel20020304:  Erich Follath; Volkhard Windfuhr, Bernhard Zand: Die Brutstätte des Terrors. Heimat der heiligsten Stätten des Islam und der größten Erdölreserven, der verschleierten Frauen und Playboy-Prinzen (német nyelven). Der Spiegel (spiegel.de), 2002. március 4. (Hozzáférés: 2020. november 29.)
- ↑ Spiegel20160107:  Andreas Förster: Anschlag in Mekka 1979. Die Blutspur des Terrors (német nyelven). Der Spiegel (spiegel.de), 2016. január 7. (Hozzáférés: 2020. november 29.), (PDF-formátumban)

## Videoklipek
- Ka'aba under siege (1979 Grand Mosque Seizure by fake Mahdi) (arab, angol nyelven). youtube.com. (Hozzáférés: 2020. november 12.)
- When Ka'aba was held Hostage, 1979 Makkah Siege (angol nyelven). youtube.com. (Hozzáférés: 2020. november 12.)
- Juhayman Siege of Makkah 1979 (hasonló témájú klipek keresési eredménye) (angol nyelven). youtube.com. (Hozzáférés: 2020. november 12.)